# Kola (stad)
Kola (Russisch: Кола, Noord-Samisch: Guoládat; Skolt-Samisch: Kuâlõk) is de kleinste en oudste stad van de Russische oblast Moermansk. De stad ligt op het Kolaschiereiland ten noorden van de noordpoolcirkel, aan de samenloop van de Kola en de Toeloma in de buurt van de instroom van beide rivieren in de Kolabaai van de Barentszzee. De stad ligt op 12 kilometer ten zuidwesten van Moermansk en 24 kilometer ten zuidwesten van Severomorsk en vormt het bestuurlijk centrum van het district Kolski.

## Geschiedenis
Het gebied waar de stad ligt wordt al ten minste 2000 jaar bewoond, zo is gebleken uit archeologische opgravingen, waarbij ook neolithische resten zijn gevonden uit 2000 tot 1000 v.Chr. De eerste vermelding van Kola stamt uit 1264, toen de plaats een Pomoren-kustplaats werd genoemd van de volost Kolo in een document dat werd gestuurd door de prins van Tver naar het land van Novgorod (Новгородская земля). De naam van de stad zou mogelijk afstammen van de rivier, waarvan het hydroniem is afgeleid van het Finoegrische Koeljoki ("visrivier"). Daar deze verklaring niet met schriftelijke bronnen kan worden ondersteund, is als alternatief een afleiding van het Saamische Koljok voorgesteld, wat "goudrivier" betekent.

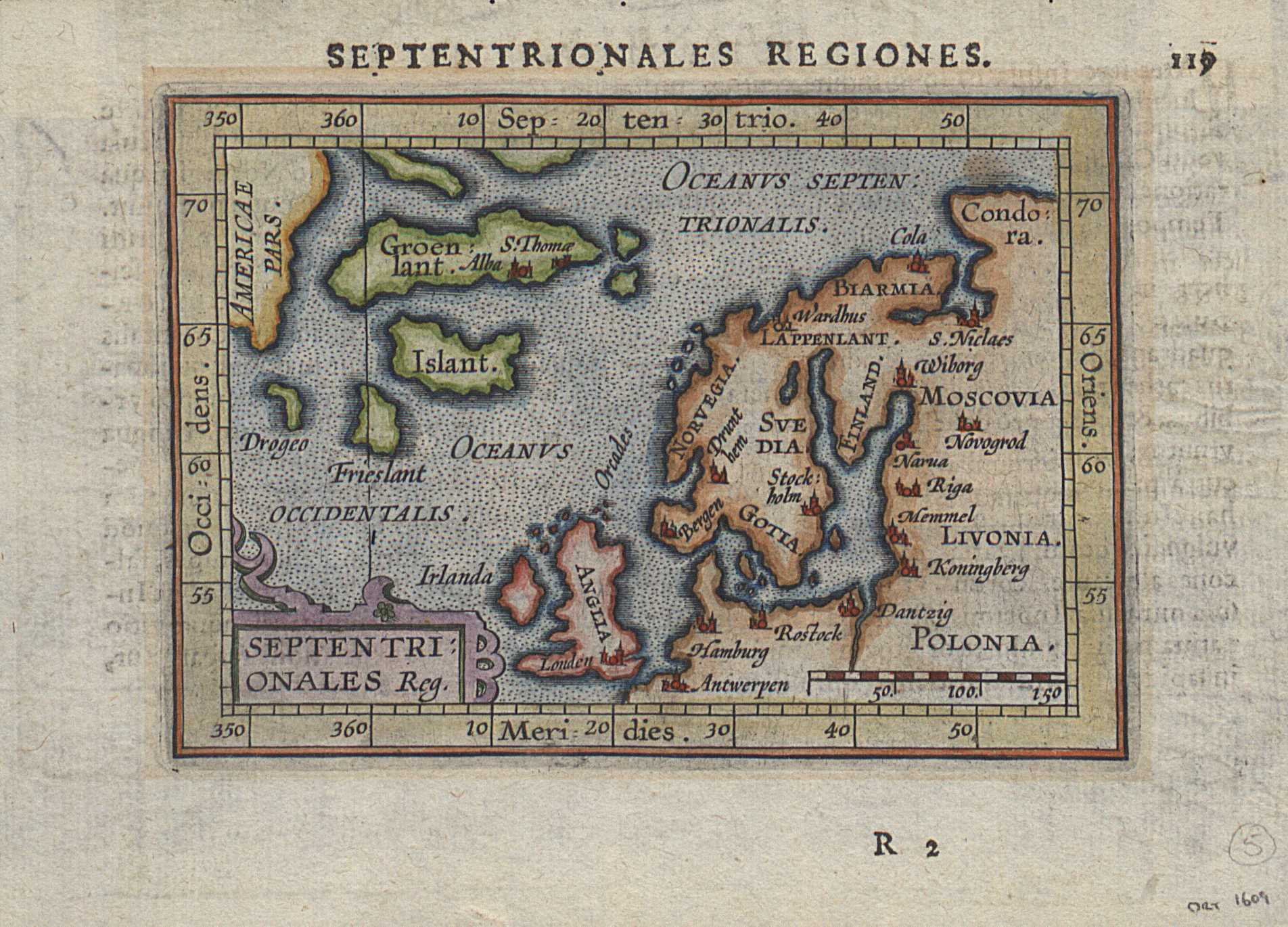
Kaart van Noord-Europa uit 1601 door de Nederlandse cartograaf Johannes Vrients met Kola (Cola) in het noordoosten

In 1565 bouwden de Pomoren er een fort. Tsaar Ivan de verschrikkelijke stuurde een 400 man tellend boogschuttersleger naar de plaats om er tussen 1583 en 1584 de ostrog Kolski te bouwen met een oppervlakte van 4 hectare. Tussen 1590 en 1595 deden de Zweden verschillende mislukte pogingen om dit fort te veroveren tijdens de Russisch-Zweedse Oorlog. Van de 15e tot de 17e eeuw vormde Kola het startpunt voor Pomoorse expedities en handelstochten naar Spitsbergen (Groemant) en Nova Zembla en het economisch centrum van de omringende regio. Ook broeders van het Petsjengaklooster trokken naar de plaats. Vanwege haar strategische locatie gaf Peter de Grote de opdracht om er tussen 1700 en 1706 op de plaats van de ostrog een groot houten fort te bouwen als steunpunt in het noorden tegen het Koninkrijk Zweden. Slechts 15 jaar later werd dit fort alweer overbodig, toen in 1721 de Vrede van Nystad werd gesloten als afsluiting van de Grote Noordse Oorlog, waarbij het Russische Rijk de Baltische gebieden van Zweden verwierf. De regio verloor door deze annexaties ook haar rol als plaats voor de handel met het buitenland in het noorden. Wel kreeg Kola in 1784 nog de status van stad. De tsaren gebruikten het als bannelingenoord.
Tijdens de Krimoorlog werd de stad in 1854 aangevallen en compleet platgebrand door de Britten die de stad gedurende 20 uur onder vuur namen vanaf drie schepen waaronder HMS Miranda. Alleen de stenen Blagovesjtsjensk-kathedraal (gebouwd tussen 1800 en 1809 en mogelijk het oudste stenen gebouw op het Kolaschiereiland) en het belastingkantoor bleven bewaard. Na deze verwoesting werden de oejezdfuncties overgeheveld naar Kem.
In 1926 werd de stad gedegradeerd tot plattelandsnederzetting. In de Sovjetperiode werd Kola ontwikkeld als satellietstad van Moermansk, waarbij het in 1965 haar stadstatus herkreeg.
Op 25 augustus 1597 landden de teruggekeerde mannen van de overwintering op Nova Zembla onder leiding van Jacob van Heemskerck in hun open bootjes op de kust 60 km ten noordoosten van Kola en hoorden van enige Lappen dat er in Kola enige Hollandse schepen aangemeerd lagen. Een ervan bleek het schip van hun aanvankelijke reisgenoot Jan Corneliszoon Rijp te zijn, dat hen vervolgens veilig naar Nederland terugbracht.

## Economie
In de stad bevinden zich een meubelfabriek en een macaronifabriek, alsook een bierbrouwer (pivokombinat). In de nabije omgeving bevindt zich een sovchoz-pelsdierenhouderij.

## Bezienswaardigheden
De kathedraal overleefde de Sovjettijd en vormt nu het belangrijkste monument van de stad. Daarnaast bevindt zich er een museum over het leven van de Pomoren. Van het aarden fort zijn delen van de verdedigingswerken en de grachten bewaard gebleven. Bij het dorp Moermasji ten zuidwesten van de stad ligt het noordelijkste kuuroord van Rusland.

## Demografie
| 1897 | 1959  | 1970   | 1979   | 1989   | 2002   |
| ---- | ----- | ------ | ------ | ------ | ------ |
| 600  | 8.300 | 12.100 | 13.300 | 16.541 | 11.060 |